# Куадри
Куа̀дри (на италиански: Quadri) е село и община в Южна Италия, провинция Киети, регион Абруцо. Разположен е на 590 m надморска височина. Населението на общината е 881 души (към 2010 г.).